# Дымчатый лягушкорот

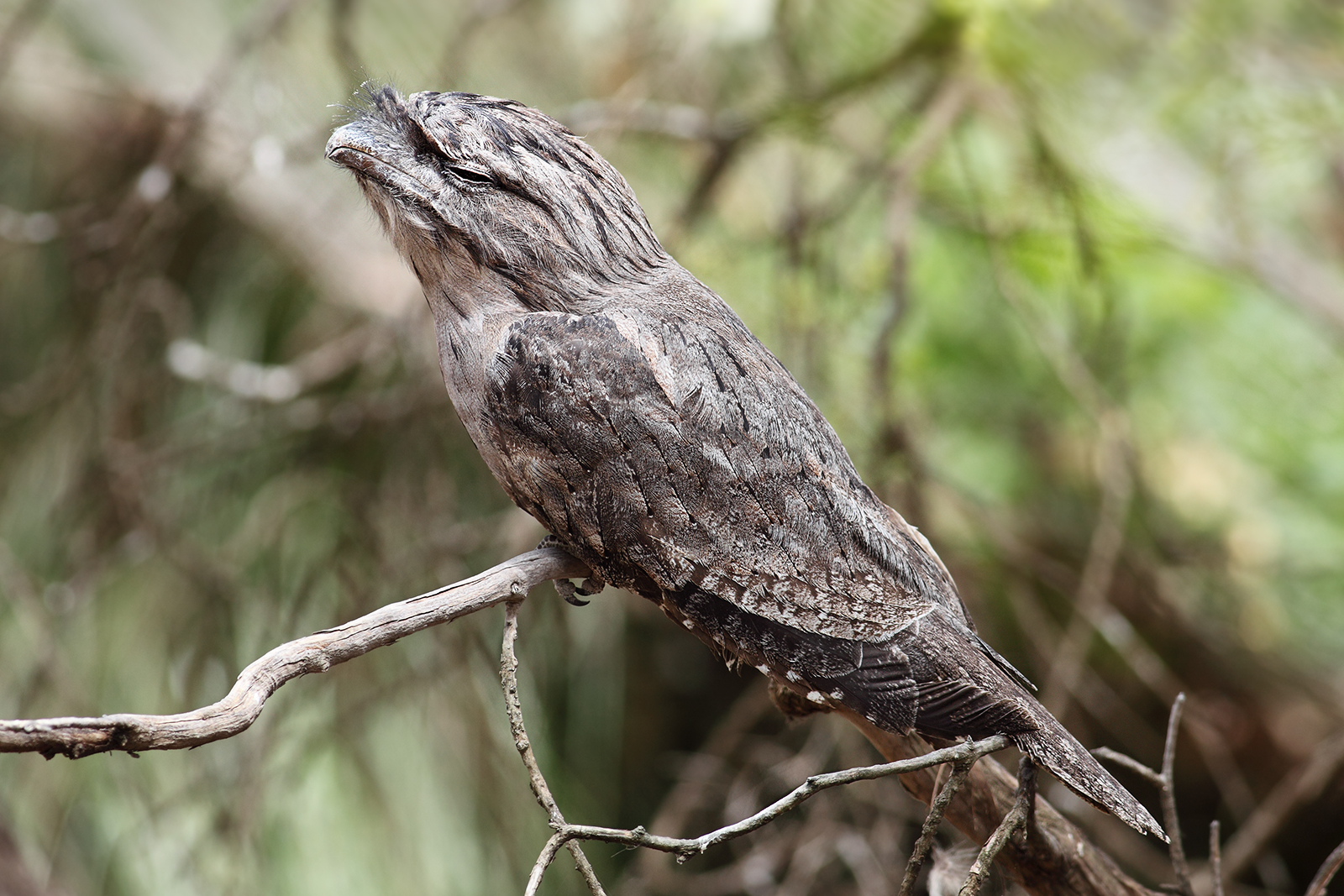
Защитная поза

Дымчатый лягушкорот, или совиный лягушкорот, или дымчатый белоног, или исполинский белоног (лат. Podargus strigoides), — вид птиц из семейства лягушкоротов.
МСОП присвоил таксону охранный статус «Виды, вызывающие наименьшие опасения» (LC).

## Описание
Самцы и самки внешне похожи. В длину эти птицы вне зависимости от пола достигают 35—53 см. Это крупная птица, может весить до 680 г, а в зоопарках (где эти животные страдают ожирением) — до 1400 г. Таким образом, дымчатый лягушкорот — самый тяжелый вид из всех козодоеобразных. Глаза жёлтые, клюв широкий, над клювом — пучок щетинистых перьев. Своими клювами они громко щёлкают. Могут также издавать раскатистые нарастающие крики.

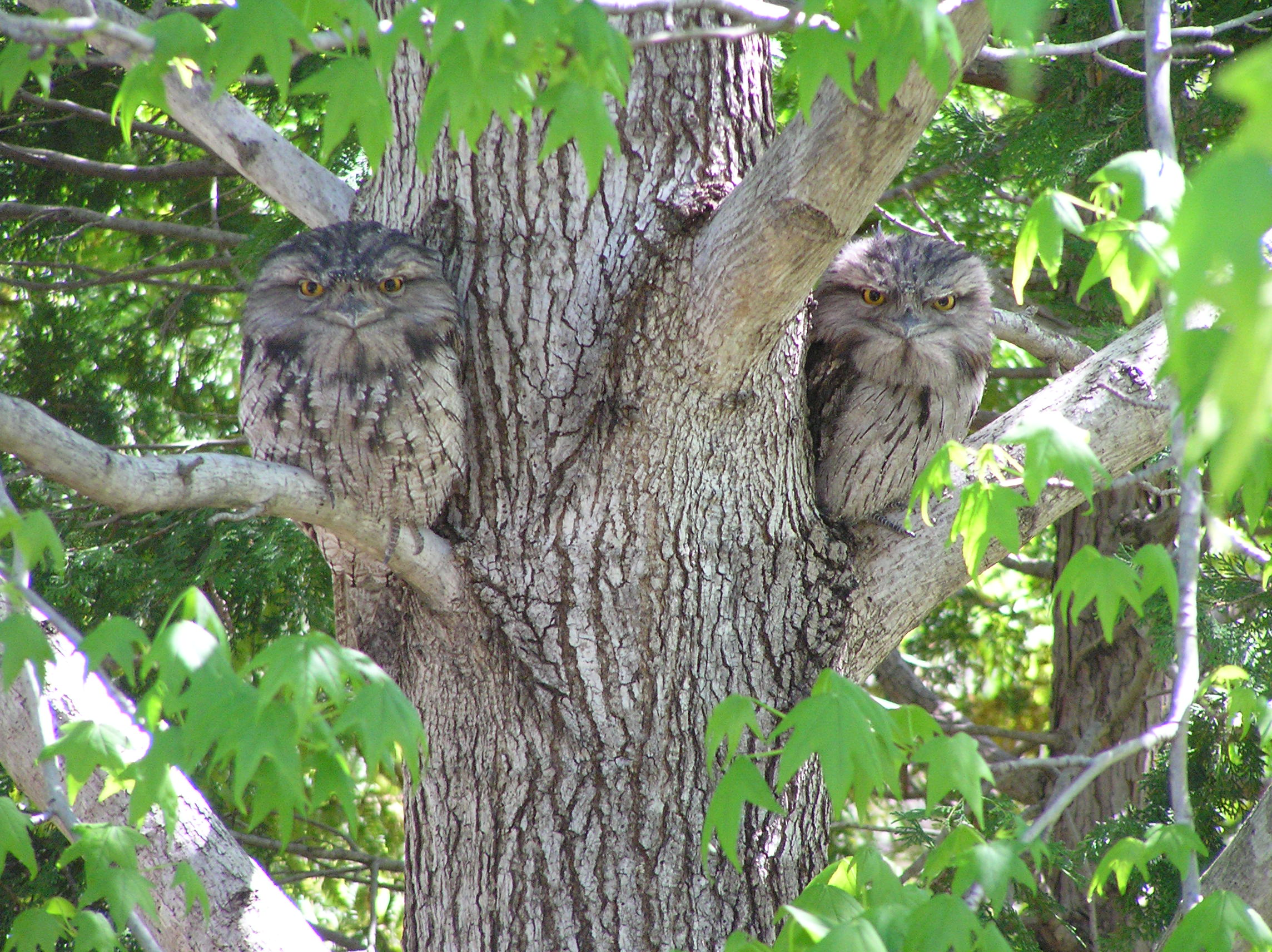
Покровительственная окраска дымчатых лягушкоротов позволяет им сливаться с деревом. Сидней, Австралия

Охотятся ночью, днём же сидят на брёвнах или на ветвях деревьев поближе к стволу. Окраска покровительственная — сидя тихо и вертикально, они совершенно сливаются с деревом. Чувствуя угрозу, дымчатый лягушкорот замирает, почти закрыв глаза, выпрямившись и выставив клюв. Полагается на свою покровительственную окраску.

## Ареал и места обитания
Встречается по всей Австралии и на острове Тасмания.
Образует 3 подвида:
- P. s. brachypterus — Западная, Центральная и Южная Австралия на север до Большой Песчаной пустыни и на юго-восток до берегов Муррея в штате Виктория;
- P. s. phalaenoides — Северная Австралия от Большой Песчаной пустыни на юго-западе до плато Баркли на юго-востоке и южных берегов залива Карпентария на северо-востоке;
- P. s. strigoides — Восточная и Юго-Восточная Австралия и Тасмания на юг от севера Квинсленда и на запад до Большого Водораздельного хребта и юго-востока Южной Австралии.

## Питание
Дымчатый лягушкорот — птица практически исключительно насекомоядная, иногда ест лягушек или других мелких животных. При охоте больше используют клюв, а не когти, — это ещё один признак, отличающий их от активно пользующихся когтями сов. Кроме того, совы активно разыскивают и преследуют свою добычу, а дымчатые лягушкороты предпочитают сидеть в засаде и ловить пролетающих мимо насекомых. Ловят добычу клювом, иногда выходят из засады (спускаются с ветки), чтобы поймать ползущую по земле добычу.

## Размножение
У дымчатых лягушкоротов пары формируются на всю жизнь — распадаются только со смертью одного из животных. Сезон размножения — с августа по декабрь. Обычно из года в год используют одно и то же гнездо, ремонтируя его по мере надобности. Самка откладывает 2 или 3 яйца, предварительно выстлав гнездо зелёными листьями. Птенцы вылупляются примерно через 30 дней, и самец и самка насиживают яйца по очереди. Кормят птенцов также оба родителя. Через 25 дней после вылупления птенцы готовы покинуть гнездо и жить самостоятельно.

## Основные отличия от сов
Лапа у сов и у совиных козодоев устроена одинаково: 3 пальца смотрят вперёд, 1 — назад. Однако лапа совы намного сильнее, так как сова во время охоты хватает добычу именно лапами. Кроме того, с помощью характерного только для них сустава совы могут поворачивать один из смотрящих вперёд пальцев лапы назад — такое симметричное расположение пальцев позволяет лучше захватывать добычу. Лапы дымчатого лягушкорота, наоборот, относительно слабы, так как добычу он ловит клювом. Совы питаются мелкими млекопитающими, такими как мыши и крысы. Это — причина того, что кости сов короче и прочнее, чем кости дымчатого лягушкорота — охотника на более мелких животных. Дымчатые лягушкороты обычно охотятся из засады на пролетающих мимо насекомых, совы же активно разыскивают и преследуют свою добычу с воздуха. Козодои, в отличие от сов, — не хищники.

## Этимология
Впервые описан в 1801 году английским натуралистом Джоном Лэтэмом. Латинское название вида образовано от древнегреческих корней strix — «сова» и eidos — «похожий». Эту птицу часто принимают за сову. Многие австралийцы неверно называют дымчатого лягушкорота словом «Mopoke» или «Morepork» — разговорным названием кукушечьей иглоногой совы.

## Галерея

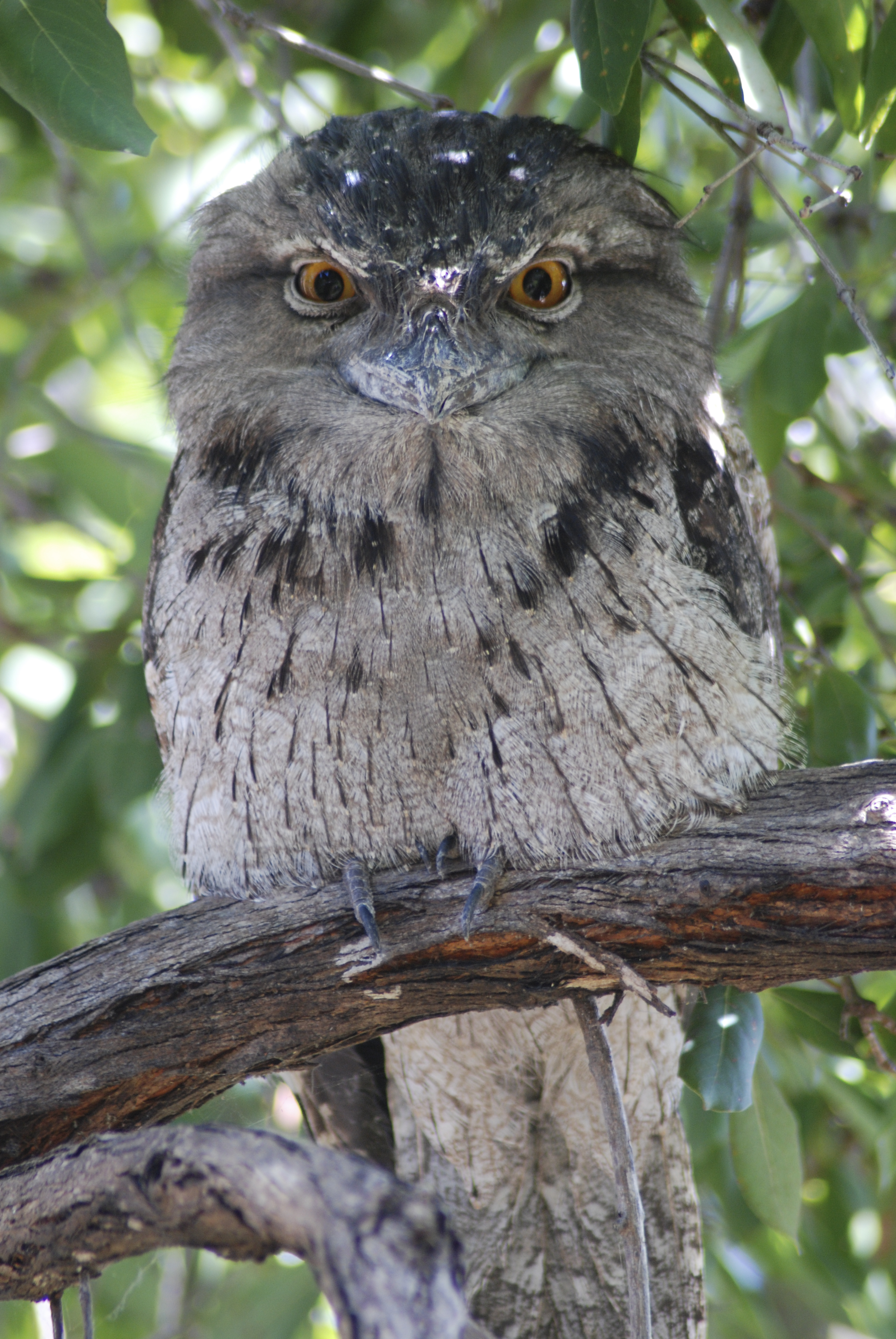
Дымчатый лягушкорот на дереве
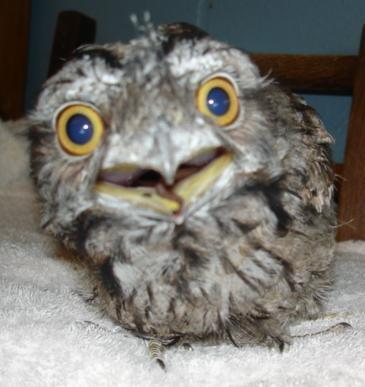
Дымчатый лягушкорот охотится на мышь
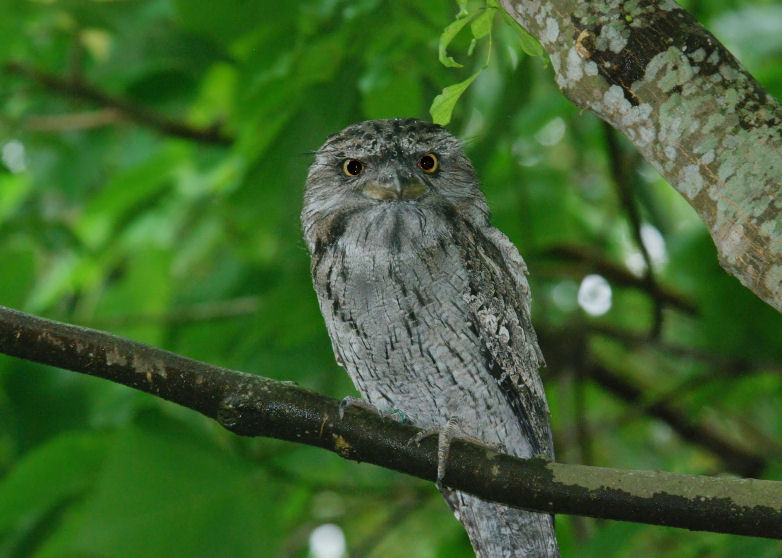
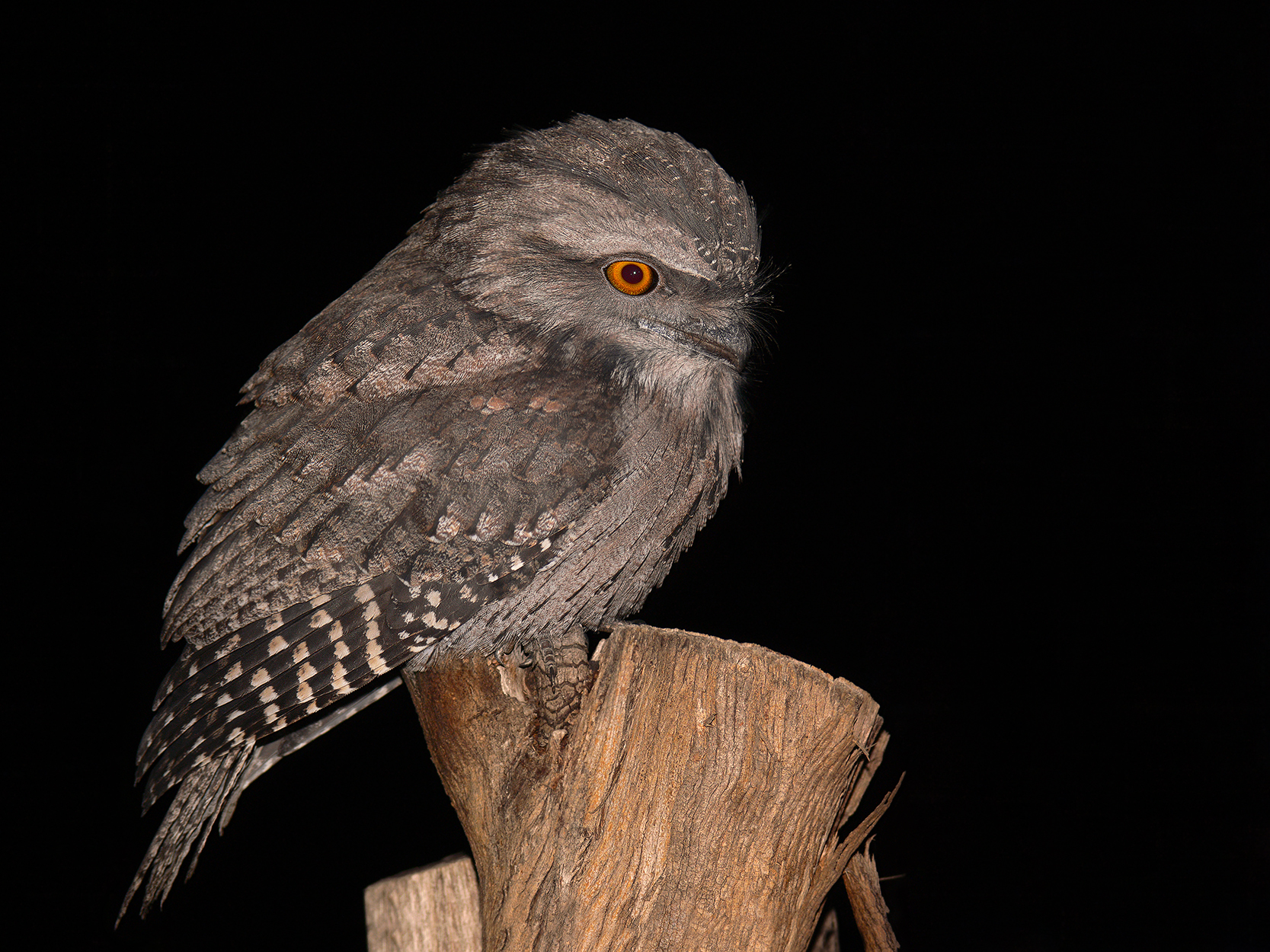
Рыжая форма дымчатого лягушкорота
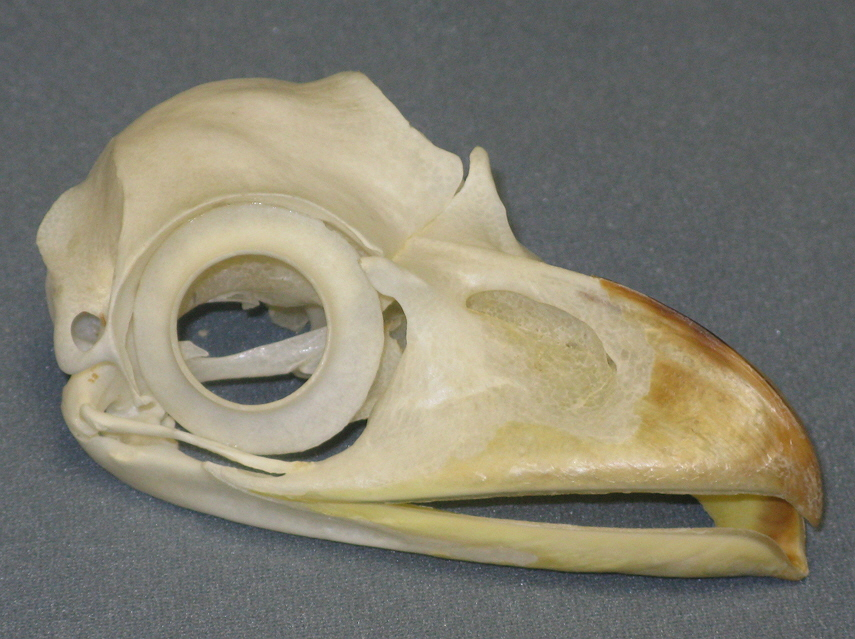
Череп дымчатого лягушкорота из коллекции Skulls Unlimited International[англ.]